# Ichiban Records
La Ichiban Records è un'etichetta discografica indipendente statunitense fondata nel 1985. L'etichetta ha contribuito alla rinascita della musica soul nel sud degli Stati Uniti, riportando al successo leggende del soul come William Bell, Curtis Mayfield e Clarence Carter. L'etichetta ha poi "scoperto" alcuni gruppi locali, come Success-n-Effect e Kilo che poi hanno ottenuto risonanza nazionale.

## Il nome
Il termine Ichiban in lingua giapponese vuol dire "numero uno", nel significato figurato di "migliore".

## Storia
La label è stata fondata ad Atlanta (Georgia) da John Abbey e Nina Easton nel 1985. Si è specializzata prima nell'hip hop e poi nel soul e nel blues. Il catalogo è controllato dalla EMI, ma la maggior parte della discografia è oramai fuori stampa.